# Andes uncinatus
Andes uncinatus är en insektsart som beskrevs av Ronald Gordon Fennah 1956. Andes uncinatus ingår i släktet Andes och familjen kilstritar. Inga underarter finns listade i Catalogue of Life.